# 호우강역

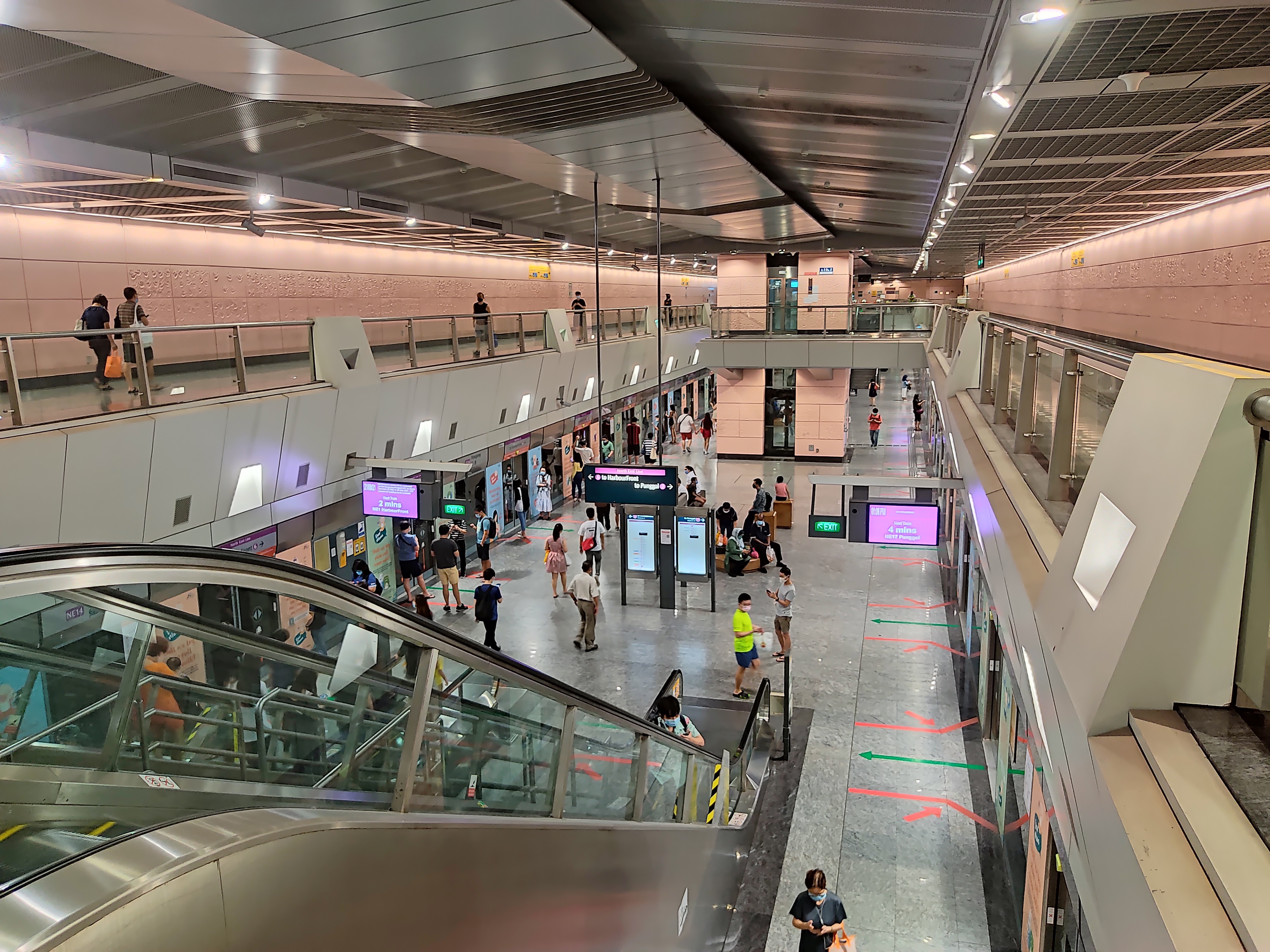

호우강역(Hougang MRT station)은 싱가포르 호우강에 있는 노스이스트선(NEL)에 있는 지하철 MRT(Mass Rapid Transit) 역이다. 호우강 센트럴(Hougang Central)과 호우강 중앙 버스 인터체인지(Hougang Central Bus Interchange) 아래에 있는 이 역에서는 호우강 몰(Hougang Mall), 호우강 스포츠 홀(Hougang Sports Hall) 등 다양한 랜드마크를 방문할 수 있다.
호우강은 1996년 3월 16개의 NEL 역과 함께 처음 발표되었으며 2003년 6월 20일에 완료되었다. NEL 역을 건설하려면 호우강 버스 인터체인지와 은퇴자 주택을 이전해야 했다. 2019년 1월, 이 역이 미래의 크로스 아일랜드 선(CRL)과 환승할 것이라고 발표되었다. 대부분의 NEL 스테이션과 마찬가지로 이곳은 지정된 민방위 대피소이다. 호우강역에는 섹욕잉(Seck Yok Ying)의 공공 예술 작품인 "Hands Up For Hougang"이 있으며, 3000개의 손도장 시리즈가 있다.